# Иосиф (патриарх Московский)
Патриа́рх Ио́сиф (в миру Игна́тий Дья́ков; ум. 15 апреля 1652, Москва) — предстоятель Русской православной церкви с титулом Патриарх Московский и всея Руси (1642—1652).
Патриаршество Иосифа ознаменовано интенсивной издательской деятельностью и оживлением церковной мысли: складывается влиятельный московский кружок «ревнителей благочестия» («боголюбцев»), основана Ртищевская школа в Москве. Принимал меры к насаждению школьного образования в Москве, для чего выписывал учёных из Киева, пытался приглашать греческих интеллектуалов с целью основания высшей богословской школы.
Наиболее важным событием патриаршества Иосифа было издание богослужебных и церковноучительных книг, — в таком количестве, в каком они не издавались ни при одном из его предшественников. Псалтырь была издана восемь раз; всего было издано 92 наименований богослужебных книг.
При патриархе Иосифе канонизировано много святых; в том числе при нём осуществилось открытие мощей преподобного Александра Свирского (1643 год), благоверного князя Георгия Всеволодовича (1645 год), Кирилла Новоезерского (1648 год), Анны Кашинской (1649 год), Саввы Сторожевского (19 января 1652 года), перенесение мощей патриарха Ермогена, патриарха Иова.
Непросто складывались взаимоотношения патриарха Иосифа с царём Алексеем Михайловичем. В 1649 году было издано Соборное уложение, существенно ограничивающее имущественные и судебные права Церкви. Вступив на патриарший престол уже в старости, он не мог быть таким советником молодому царю, каким был для царя будущий патриарх Никон. Особенно отношения обострились в последние годы жизни патриарха, во время его конфликта с кружком «боголюбцев». Патриарх Иосиф безуспешно боролся против введения в церквах единогласного пения и чтения, на чём настаивали «боголюбцы» во главе с царским духовником Стефаном Вонифатьевым.

## Ранние годы и избрание на патриаршество
О его жизни до патриаршества известно немного. Происходил из древнего дворянского рода Дьяковых. В миру носил имя Игнатий. Полагают, что он был родом из Владимира, где его родной брат служил соборным протоиереем. По сведениям Леонида Савёлова, был подключником приказа Большого дворца (1633). Принял иночество (неизвестно когда) с именем Иосиф.
С 1630 по 1639 года он, по некоторым сведениям, был игуменом Никитского монастыря близ Переславля-Залесского. В 1639 году стал архимандритом Симонова монастыря.
28 ноября 1640 года скончался патриарх Иоасаф I. Преемник ему был избран только спустя почти полтора года. Промедление, вероятно, было связано с тем, что избрание нового патриарха проходило довольно редким в Русской церкви способом — по жребию. За время патриаршества кроткого Иоасафа І произошла стабилизация нового типа отношений между царём и патриархом: царь Михаил Фёдорович уже не опасался чрезмерного усиления предстоятеля Русской церкви. Вероятно, по этой причине и было допущено избрание нового патриарха по жребию.
В начале 1642 года из Москвы во все епархии Русской церкви был разослан царский указ: прислать в Москву «болших, и средних, и менших монастырей старцов добрых, и черных попов, и дьяконов, которые житием воздержателны, и крепкожителны, и грамоте горазди». Царь Михаил Фёдорович приказал искать кандидатов не только из числа архиереев, но вообще среди наиболее достойных представителей русского монашества. Чтобы их разыскать, потребовалось время. Готовясь к избранию предстоятеля, царь 17 марта 1642 года велел перестроить патриарший двор в Кремле. Выборы состоялись 20 марта 1642 года. Государь предложил участникам Собора шесть жребиев с именами архиепископов Суздальского Серапиона и Астраханского Пахомия, архимандрита Симонова монастыря Иосифа, игумена московского Богоявленского монастыря Ионы, игумена Соловецкого монастыря Маркелла и игумена Святогорского монастыря Макария. Жребии были опечатаны и отправлены в Успенский собор. Сначала три из них были положены в панагию перед Владимирской иконой Божией Матери. После молебна один из них был вынут. Затем то же самое повторили ещё тремя жребиями. Потом два вынутых жребия были вновь положены перед иконой, и после третьего молебна вынут один, который нераспечатанным отнесли царю. Михаил Фёдорович вскрыл его и возвестил имя нового патриарха. Избранным оказался архимандрит Иосиф.
27 марта 1642 года состоялась торжественная интронизация Иосифа на московский первосвятительский престол, включавшая в себя чин хиротонии. Царь продемонстрировал новому первосвятителю, что, будучи предстоятелем Русской церкви, Иосиф всё же является его подданным: государь по завершении чина интронизации не стал целовать руку и клобук нового патриарха, как это бывало прежде.
После интронизации патриарх обратился к пастве с поучением, состоявшим из трёх разделов. Первый представлял собой обращение к духовенству с призывом ревностно исполнять свой пастырский долг. Второй был адресован мирянам и содержал порицание за нечестие и призыв к исправлению духовному. Третья часть вновь являла собой послание к духовенству и имела, главным образом, каноническое содержание. Поучение стало свидетельством намерения нового патриарха внимательно относиться к нуждам своей паствы, духовно оздоровить клир и «мир», вверенные его архипастырской власти.

## Патриаршество в годы правления Михаила Фёдоровича
В августе 1643 года Россию постигла засуха, ставшая причиной гибели урожая и падежа скота. Патриарх Иосиф направил в епархии Русской Церкви окружную грамоту, призывавшую совершать крестные ходы и служить молебны об избавлении от стихийного бедствия. В том же году было издано и специальное патриаршее поучение.
Вскоре после избрания на патриаршество Иосифу пришлось принять участие в полемике с лютеранами в связи с возникшим в 1643 году проектом брака между царевной Ириной Михайловной и датским «королевичем» Вальдемаром-Кристианом, сыном Датского короля Христиана IV от морганатического брака. В случае заключения брака с Ириной Михайловной Вальдемар становился третьим в иерархии верховной власти России, что ставило под угрозу престиж наследника — царевича Алексея Михайловича. Кроме того, в случае заключения такого союза позиции протестантов в Москве могли существенно усилиться. Противники династического брака, не дожидаясь приезда Вальдемара-Кристиана, провели в Москве пропагандистскую кампанию с целью не допустить этого брака. Начало ей положила поданная в 1643 году царю Михаилу Федоровичу челобитная священнослужителей девяти московских приходов, соседствовавших с местами проживания иноземцев. Данных о том, что инициатором челобитной московских клириков был Патриарх Иосиф, нет, однако вряд ли челобитная появилась без его ведома. Авторы челобитной просили царя выдворить иноземцев из центра Москвы. Михаил Федорович был вынужден пойти навстречу духовенству. Он запретил иноземцам приобретать дворы в Китай-городе, Белом городе и слободах Москвы, а три протестантские кирхи в Москве, стоявшие на Покровке и Поганом пруду (ныне Чистые пруды), были снесены как построенные без разрешения, что вызвало негативную реакцию в протестантских странах, в том числе Дании. Не желая срыва переговоров о браке, 13 июля 1643 гожа Михаил Фёдорович определил для протестантской церкви новое место — за Земляным городом, между Флоровскими и Покровскими воротами.
В январе 1644 года Вальдемар-Кристиан прибыл в Москву. Несмотря на то, что датская сторона требовала сохранения за ним права на свободу вероисповедания, патриарх Иосиф с самого начала стал настаивать на переходе жениха царевны в православие, причём обязательно через перекрещивание. Но Вальдемар-Кристиан становиться православным не захотел и даже выразил намерение вернуться в Данию. Патриарх Иосиф направил Вальдемару-Кристиан послание, в котором пытался убедить его принять православие. В ответ Вальдемар-Кристиан довольно грамотно возражал Иосифу и просил его походатайствовать перед царём о своём возвращении на родину. Затем патриарх Иосиф направил датскому принцу второе обширное послание, подготовленное священником-справщиком Иваном Наседкой, но и оно успеха не принесло. Тогда по приказу царя Михаила Федоровича решено было устроить открытые прения о вере. Православные делали акцент преимущественно на обрядовой стороне. Грамотно и внятно обосновать эту позицию и убедить Вальдемара принять православие так и не смогли. 13 июля 1645 года царь Михаил Фёдорович скончался. После этого датчане покинули Москву, а идея династического брака отпала сама собой.

## Отношения с царём Алексеем Михайловичем. Наступление на права Церкви
Вместо умершего Михаила Фёдоровича на российский престол взошёл 16-летний Алексей Михайлович. 28 сентября 1645 года патриарх Иосиф возглавил венчание на царство нового государя и произнёс по этому случаю речь. По окончании церемонии царь щедро одарил патриарха и в дальнейшем продолжал неоднократно делать ему подарки и вклады. До принятия Соборного уложения 1649 года это были, в том числе, и земельные пожалования. Патриарх регулярно возглавлял церковные службы, в которых участвовал молодой государь, в дни важнейших праздников по окончании литургии Алексей Михайлович неизменно приглашал Иосифа на приёмы в царский дворец, где он совершал молебны о здравии членов царской семьи и получал подарки от монарха. Патриарх иногда давал ответные приёмы. Важнейшие события в царской семье также проходили с участием патриарха Иосифа как предстоятеля Русской церкви. В 1648 году патриарх Иосиф венчал Алексея Михайловича и Марию Милославскую. В связи с бракосочетанием царя патриарх направил в епархии особые богомольные грамоты. Аналогичные грамоты Иосиф направил в 1648 году по случаю рождения в царской семье первенца царевича Дмитрия Алексеевича, а в 1650 года по случаю рождения царевны Евдокии Алексеевны.
Летом 1648 года, когда в Российском государстве вспыхнул соляной бунт, Патриарх Иосиф направил в епархии грамоты, призывая паству к двухнедельному посту и молебнам о прекращении «междоусобной брани». В 1650 году наводнения и пожары опять стали причиной неурожая и падежа скота. В этой связи царь Алексей Михайлович по совету с патриархом Иосифом разослал по городам и весям окружную грамоту, призывая народ к посту и молитве о прекращении бедствий. В 1650-м во время восстания в Пскове патриарх направил ко псковичам для переговоров епископа Коломенского Рафаила. Вместе о представителями властей, прибывшими во Псков, архиерей передал мятежникам увещевательные грамоты царя Алексея Михайловича и патриарха Иосифа. После того как восстание было подавлено, убитые псковичами воины были по приказу патриарха Иосифа записаны в синодики для вечного поминовения.
Престарелый патриарх плохо вписывался в круг ближайших сподвижников юного царя. Как и сам молодой государь, его сподвижники жаждали с началом нового правления скорейших преобразований и свершений, мечтали отличиться. При этом многие из них вынашивали планы ограничения влияния Церкви в Российском государстве, установления государственного контроля над церковными земельными владениями, которые составляли около четверти всех земель в Российском государстве, и их последующей секуляризации с целью использования для наделения служилого дворянства поместьями. Такие идеи разделяли не только приближённые нового царя. Патриарх Иосиф вступил на общерусскую кафедру в условиях растущего протеста дворян и горожан против привилегий Церкви. Нуждаясь в средствах на предполагаемую войну с Крымским ханством, правительство в 1645 года лишило патриарший дом и монастыри права на беспошлинную торговлю.
Наступление на права Русской церкви нашло отражение в Соборном уложении 1649 года, к составлению которого духовенство не было привлечено, хотя было подписано патриархом Иосифом и другими высшими священнослужителями. Уложение касалось в том числе и церковной жизни. Уложение значительно ограничивало церковное землевладение: подтверждалось принятое в 1580 году решение — патриарху, архиереям и монастырям запрещалось приобретать новые земли. Русская церковь потеряла также около 80 % своих городских дворов, в том числе патриарших.
Несмотря на формирование очевидного секуляризационного вектора политики властей патриарх Иосиф стремился претворять в жизнь программу, декларированную им при поступлении на патриаршество: совместно с царём патриарх издал целый ряд указов, направленных на укрепление духовно-нравственных устоев русского общества. В частности, церковные и светские власти совместно начали борьбу с пьянством, были приняты меры для пресечения пьянства среди духовенства и монашества. В 1647 году царь Алексей Михайлович издал указ, которым насельникам Соловецкого монастыря запрещалось иметь горячительные напитки в кельях. Аналогичные по содержанию патриаршие и царские грамоты были отправлены в 1649 году в другие монастыри. В патриаршество Иосифа была подготовлена кабацкая реформа, проведённая в 1652 году, уже после его кончины, с целью снижения уровня пьянства в России. В 1646 году патриарх Иосиф издал окружной наказ, согласно которому нищим воспрещалось просить милостыню в храмах во время богослужения. Стремясь повысить уровень благочестия народа, в марте 1647 года Церковный собор в соответствии с указом царя Алексея Михайловича принял определение о запрете работать в воскресные дни. Собор постановил по субботам заканчивать работу перед вечерней службой, одновременно закрывая торговые ряды и бани. По воскресеньям было разрешено лишь ненадолго открывать продовольственные лавки. Собор запретил торговлю и на время проведения крестных ходов. В 1648 году царь и патриарх совместно издали указ о запрете нецензурной брани. В конце 1648 года, поступаясь частью своих доходов, царь Алексей Михайлович решил запретить торговлю всё более входившим в моду табаком. В 1649 году государь пошёл ещё дальше и наложил запрет на целый комплекс деяний, которые он считал неблагочестивыми: скоморошьи игрища и пляски, кулачные бои, пляски, чародейство, гадание и даже катание на качелях. Под запрет попали азартные игры в зернь и карты, а также шахматы. Большинство решений царь Алексей Михайлович принял под влиянием патриарха Иосифа, который начал борьбу за оздоровление нравов духовенства и мирян ещё в правление Михаила Фёдоровича. Окружная царская «по совету с патриархом» грамота от 8 ноября 1650 года запрещала жить без духовного отца. Однако степень влияния патриарха Иосифа на царя Алексея Михайловича не следует переоценивать: государь весьма решительно вмешивался в вопросы поставления новых архиереев. По прямому указанию царя были поставлены архиепископ Псковский Макарий (1649) и митрополит Казанский Корнилий (1650).

## Патриарх Иосиф и кружок «ревнителей благочестия». Вопрос о единогласии
Со временем рядом с монархом оказалась группа духовных лиц, оказывавших на него значительное влияние. Все большим доверием государя стал пользоваться это духовник — протопоп Стефан Вонифатьев, вокруг которого сформировался кружок «ревнителей благочестия» (или «боголюбцев»), где лидирующую роль играл протопоп московского Казанского собора Иван Неронов. В состав кружка вошли наиболее яркие представители провинциального духовенства, близкие по убеждениям к Вонифатьеву и Неронову. В основном это были земляки Вонифатьева — выходцы из Нижегородского края, где прежде проводило и служение Неронова. Наиболее деятельными участниками кружка были: Аввакум Петров, поставленный протопопом в Юрьев-Поволжский, Лазарь Романовский, Даниил Костромской, Логгин Муромский. К кружку присоединился ещё один нижегородец — игумен Кожеезерского монастыря Никон (Минов), назначений царём архимандритом Новоспасского монастыря — фамильной усыпальницы Романовых. Значительную поддержку «ревнителям благочестия» оказывал государев постельничий Фёдор Михайлович Ртищев. Члены кружка стремились к принятию радикальных мер для упорядочения церковной жизни. Это были яркие, талантливые и весьма амбициозные личности, однако их богословско-образовательный уровень был невысок и далее обычного начётничества не простирался. Об их духовном облике патриарх Иосиф отзывался скептически: «Возстали лицемеры, имущии образ благочестия, силы же его отвергшиися». «Ревнители благочестия» постепенно оттеснили престарелого патриарха от управления Церковью и, пользуясь влиянием на царя, по сути, узурпировали часть полномочии Патриарх Иосифа, который отныне сохранял, главным образом, протокольные функции. Патриарх встал в глухую оппозицию к «боголюбцам». Радикально отстранить энергичных протопопов, пользующихся доверием царя, Иосиф был не в состоянии, но и поддерживать покушающихся на власть в Церкви «ревнителей» он не считал возможным.
Наиболее выпукло разница в подходе к проблемам церковной жизни между патриархом и «боголюбцами» проявилась в ходе возобновившейся дискуссии по вопросу о «многоголосии» (одновременном чтением или пеним за богослужением нескольких текстов). Несмотря на осуждение «многоголосия» ещё при патриархе Иоасафе I, его окончательному искоренению препятствовала нерешённость в Русской Церкви вопроса о приходском богослужебном уставе. В монастырях и приходах России служили по одинаковому уставу, и по этой причине в приходских церквах невозможность как совершения продолжительных служб, так и их сокращения, влекла за собой сохранение практики «многоголосия» как единственно возможного компромисса. На Соборе в феврале 1649 года вопрос о соотношении монастырского и приходского богослужебных уставов обсуждался особенно остро. Патриарх Иосиф, хорошо понимавший реалии русской церковной жизни, настоял на принятии соборного определения, признававшего «единогласие» обязательным лишь для монастырского богослужения. Вместо сокращения богослужения в приходских храмах Собор 1649 года постановил служить в них по-прежнему — на два или три голоса. Единогласно предписывалось читать лишь Шестопсалмие. В соборном деянии прямо указывалась причина невозможности введения строгого «единогласия» на приходах: миряне не выдерживали длительных служб и покидали их прежде окончания. Против соборного решения резко выступили «ревнители благочестия», чья позиция поскольку подразумевала, что вся Россия должна жить по монастырскому уставу и проводить большую часть времени за продолжительными церковными службами. Первым отказался подписать решение Собора протопоп Стефан Вонифатьев, настаивавший на соблюдении единых норм в монастырском и приходском богослужении. Вслед за ним отвергли соборное деяние Новоспасский архимандрит Никон, протопоп Иван Неронов и другие «боголюбцы». Дискуссия в итоге переросла в острый конфликт между Патриархом Иосифом и Стефаном Вонифатьевым. Государев духовник, уверенный в поддержке царя, обозвал предстоятеля Русской Церкви «волком, а не пастырем». В ответ патриарх подал царю челобитную, требуя наказать протопопа. Однако жалоба патриарха Иосифа была оставлена царем без внимания. Более того, Алексей Михайлович отказался утвердить решения Собора 1649 года. «Боголюбцы» торжествовали победу. Ставший в марте 1649 года митрополитом Новгородским Никон немедленно стал вводить «единогласие» в приходских храмах своей епархии. Не считаясь с решениями Собора 1649 года и проявляя бестактность по отношению к патриарху Иосифу, царь обратился к Константинопольскому Патриарху Парфению II c просьбой разрешить проблему единогласия. В декабре 1650 году в Москву пришёл ответ Патриарха Парфения II, который высказался в пользу единогласия. Греки считали допустимым сокращение богослужения, поэтому вероятно не могли адекватно себе представить суть проблемы, столь остро обсуждавшейся в то время в Русской церкви.
В феврале 1651 года в Москве прошёл новый Собор, руководство работой которого фактически взял в свои руки царь. На нём было утверждено «единогласие». По настоянию Алексея Михайловича Собор 1651 года также принял ряд других постановлений, касавшихся упорядочения литургической практики Русской Церкви и исправления нравов духовенства. Соборные решения были опубликованы в предисловии к Служебнику 1651 года. В епархии и монастыри Русской Церкви также были разосланы грамоты с изложением решений Собора 1651 года, где говорилось, что всех отвергающих «единогласие» следует отправлять в монастыри для наказания. Введение «единогласия» нередко встречало сопротивление духовенства и мирян, поскольку не сопровождалось разрешением проблемы сокращения уставного богослужебного чина в приходской практике. По мнению историка Владислава Петрушко, позиция патриарха Иосифа была гораздо более реалистичной и учитывающей благо Церкви, чем ригоризм «боголюбцев».

## Вопрос о богословской школе
Со времени патриарха Филарета в Москве хотели устроить высшую школу на греческий манер, но ни одна из попыток привлечь учёных греческих монахов к созданию школы и типографии в России так и не увенчалась успехом.
В 1645 году в Москву прибыл митрополит Палеопатрский Феофан, который от имени патриарха Константинопольского Парфения предложил открыть в Москве греческую типографию и школу. Эта инициатива встретила отклик у патриарха Иосифа, и в 1646 году в Москву из Стамбула по рекомендации митрополита Феофана прибыл архимандрит Венедикт, который и должен был возглавить новую школу. Но Венедикт произвёл в России крайне неблагоприятное впечатление своим высокомерием и корыстолюбием, и в 1647 году его, щедро одарив, отправили назад.
В 1640 году митрополит Киевский Петр (Могила) обратился к царю Михаилу Фёдоровичу с предложением прислать в Москву учёных монахов-киевлян и с их помощью открыть в Москве славяно-греческую школу, однако тогда в Москве опасались, что вместе с киевской школьной традицией в Россию проникнет и влияние католицизма. Однако к концу 1640-х годов отношение царя Алексея Михайловича к киевской школьной традиции стало более терпимым. В общей сложности в Москву прибыли около 30 иноков из киевских монастырей. Киевские иноки устроили в Андреевском монастыре училище, называемое Ртищевским, где начали обучать москвичей греческому языку.
Среди предложений, подготовленных царём к Собору 1651 года, значилось: «А которых в священный чин и во дьяконски поставляти, и выбирати избранных людей учителных, чтоб знали круг церковный и устав. А которые не учены, и тех во училище подобает учити, чтоб по правилом святых отец все знали, как душы християнския просвещати». Это предложение не было воплощено в жизнь, но, вероятнее всего, именно с ним связан указ патриарха Иосифа о том, чтобы кандидаты в священный сан в Патриаршей области получали хиротонию только в Москве, а не от архиереев близлежащих епархий, как это было прежде. Эта мера, по мнению патриарха, позволила бы установить контроль за уровнем подготовки провинциальных клириков. Однако здесь открывался простор для злоупотреблений. Через 6 лет после смерти патриарха Иосифа представители московского духовенства били челом царю о трудностях, бюрократической волоките и поборах, от которых страдали приезжавшие в столицу издалека ставленники.

## Книгоиздательская деятельность
В период патриаршества Иосифа в Москве активно продолжалось книгопечатание, которое достигло невиданного доселе размаха: было выпущено 92 наименования книг, некоторые — несколькими тиражами. Например, Псалтирь при патриархе Иосифе была издана восемь раз. В 1648 году вышла в свет «Грамматика славянская» Мелетия (Смотрицкого), изданная даже несмотря на переход в унию её западнорусского автора. Были напечатаны труды святых отцов: творения Ефрема Сирина (1643 и 1647), «Лествица» Иоанна Лествичника (1647), Поучения аввы Дорофея (1652), Толкование на Евангелия Феофилакта Болгарского (1649), творения Анастасия Синаита и другие. Их патриарх Иосиф предписывал читать за богослужением в храмах и на трапезах в монастырях, равно как и жития святых.
В патриаршество Иосифа, в частности, были изданы Жития преподобных Саввы Сторожевского (1646), Сергия и Никона Радонежских (1646). Близкий к патриарху Иосифу книжник из Соловецкого монастыря Сергий (Шелонин) занимался подготовкой к публикации «Богословия» Иоанна Дамаскина (книга так и не была напечатана). Сергий (Шелонин) в 1640-е годы также составил новую редакцию «Книги степенной царского родословия». Текст XVI века был дополнен в соответствии с идеологией, утверждавшей законность перехода Московского царского престола от Рюриковичей к первым Романовым — царям Михаилу Фёдоровичу и Алексею Михайловичу.
При патриархе Иосифе впервые в Москве выходят в свет сборники полемическо-апологетической направленности, необходимые как для изучения основ Православия, так и для дискуссии с инославными. В основном эти издания компилировались из более ранних греческих и русских произведений, которые были дополнены текстами сочинений западнорусских книжников. Первым подобным опытом стал «Соборник о чести святых икон и о поклонении» (1642 г.), изданный в контексте антипротестантской полемики, имевшей место в начале патриаршества Иосифа. В книгу вошли творения таких отцов Церкви, как Герман Константинопольский, Иоанн Дамаскин и другие. Наряду с ними в сборнике были помещены и полемические трактаты русского инока Зиновия Отенского, направленные против Лютера, Кальвина и русского еретика XVI века Феодосия Косого.
По указу царя Михаила Фёдоровича в 1644 году была издана «Кириллова книга», направленная против католиков и протестантов. Название свое она получила по первому произведению, открывавшему сборник — «Книге иже во святых отца нашего Кирилла, архиепископа Иерусалимского, на осьмый век». Это было вольное изложение 15-го огласительного слова Кирилла Иерусалимского, сделанное Стефаном Зизанием. «Кириллова книга» также содержала в себе большую часть текста «Книги о вере единой, святой и апостольской Церкви», изданной в 1619 году в Киеве архимандритом Киево-Печерского монастыря Захарией (Копыстенским). В состав «Кирилловой книги» также вошли фрагменты других западнорусских полемических трактатов первой половины XVII века. Этот компилятивный труд был предпринят, в основном, с целью побудить Вальдемара Датского принять Православие. Составителем сборника выступил протопоп Михаил Рогов.
В 1648 года в Москве был издан сборник «Книга о вере единой истинной православной», составленный игуменом киевского Михайловского монастыря Нафанаилом по просьбе протопопа Стефана Вонифатьева. «Книга о вере» представляет собой компиляцию в 30 главах. Основу её составили главы из «Палинодии» Захарии (Копыстенского), в ту пору ещё не напечатанной. Направленность этой книги была в большей степени антикатолической и антиуниатской. В «Книге о вере» был опубликован ряд документов, связанных с Брестской унией.
В 1649 году в Москве было напечатано «Собрание краткия науки о артикулах веры… ради учения и ведения всем православным христианом, наипаче же детем учащимся», иначе Краткий или Малый Катехизис митрополита Киевского Петра (Могилы). Ранее книга была издана в православных типографиях Киева и Львова на сильно полонизированном западнорусском наречии. В Москве её издали в переводе на церковно-славянский язык. При патриархе Иосифе в 1649 году началась работа над первым печатным изданием Кормчей книги, однако предложенный к печати текст в ходе обсуждения на Соборе в сентябре 1651 года так и не был утверждён, а печатание Кормчей было отложено. Её дальнейшее редактирование проходило уже в патриаршество Никона, при котором книга и была опубликована.
Качество книжной справы, проводившейся в патриаршество Иосифа, оценивается современными исследователями весьма высоко. Для неё было характерно критическое отношение к текстам, обращение не только к древним русским рукописным книгам, но и к греческим и западнорусским богослужебным изданиям. Среди справщиков, которые занимались при Иосифе редактированием книг, выделялись, прежде всего, деятели, трудившиеся ещё при Филарете и Иоасафе I: иеромонах Иосиф Наседка (бывший протопоп Иван, овдовевший и принявший монашество) и протопоп Михаил Рогов. Над книжной справой также в это время работали архимандрит Спасо-Андроникова монастыря Сильвестр, Александро-Невский протопоп Иоаким и другие справщики, в числе которых встречались не только священнослужители и монахи, но и образованные миряне. Печатный двор в Москве при патриархе Иосифе значительно расширил свои мощности: к 1651 года здесь на 12 печатных станках занимались изданием книг 146 мастеров. Если прежде Печатный двор был крайне необходимым, но убыточным предприятием, то теперь он стал приносить существенный доход. Свидетельством процветания московского Печатного двора при патриархе Иосифе и его личной роли в развитии книжного дела является название одного из возникших в то время типографских шрифтов — «осиповский».

## Канонизация святых, мощи и реликвии
Патриарх Иосиф совершил прославление ряда новых святых. После обретения в 1644 году мощей основателя Спасо-Геннадневского монастыря — преподобного Геннадия Костромского и Любимоградского — была совершена его общецерковная канонизация. В 1645 года патриарх Иосиф и царь Михаил Фёдорович лично присутствовали в Успенском соборе во Владимире при обретении мощей князя-мученика Георгия (Юрия) Всеволодовича Суздальского, для которых по заказу и на средства Иосифа была изготовлена новая серебряная позолоченная рака. По заказу патриарха Иосифа в 1647—1648 годы также был расписан Успенский собор древнего Княгинина монастыря во Владимире. В 1648 году были освидетельствованы моши преподобного Кирилла Новоезерского, для которых в 1651 года патриарх Иосиф также прислал из Москвы новую серебряную раку. В 1649 году по указу царя Алексея Михайловича и благословению патриарха Иосифа были обретены мощи княгини Анны Кашинской, которые в 1650 году в присутствии царской семьи были перенесены в Воскресенский собор города Кашина. В 1652 года в присутствии Алексея Михайловича и патриарха Иосифа состоялось обретение мощей преподобного Саввы Сторожевского — одного из любимых святых царя Алексея Михайловича.
29 сентября 1649 года царским указом установлено 22 октября праздновать «Пречистой Богородице, явлению чудотворной иконы Казанския, во всех городех, по вся годы». До этого праздник отмечался местно в Москве 22 октября в память об освобождении Москвы от польских интервентов.
В благодарность за оказанную материальную помощь греки привозили в дар царю и патриарху различные реликвии.
Незадолго до кончины Иосифа, в марте 1652 года, царь Алексей Михайлович по предложению Никона, на тот момент митрополита Новгородского, и после совета с патриархом и Освященным Собором отдал приказ о перенесении в Успенский собор Московского Кремля мощей прежде почивших предстоятелей Русской Церкви: митрополита Филиппа (Колычёва) — из Соловецкого монастыря, патриарха Иова — из Старицкого, патриарха Ермогена — из Чудова. Патриарх Иосиф обратился с особым посланием-молением к мощам перво-святителя Иова в связи с их торжественным перенесением из Старицы в Москву. 5 апреля 1652 года, в понедельник шестой недели Великого поста, в Москву из Старицы был принесены священные останки первого патриарха Московского Иова. Это произошло за десять дней до кончины патриарха Иосифа. Перенесения мощей святителя Филиппа Иосиф уже не дождался.

## Последние годы
У царя Алексея Михайловича постепенно вызревала мысль о корректировке русской обрядовой традиции и приведении её в соответствие с греческой.
Патриарх Иосиф, не одобрявший такие перемены, к тому времени был практически оттеснён от реального управления церковными делами и на сложившуюся ситуацию повлиять не мог. Осознавая это, Патриарх Иосиф с горечью говорил: «Переменить меня, скинуть меня хотят, а будет-де и не отставят, и я-де и сам за сором об отставке стану бить челом». Возможно, так далеко планы царя Алексея Михайловича и его окружения не простирались, но всё же престарелый первосвятитель чувствовал себя одиноким и чужим среди тех, кто окружал молодого царя. Уже после его кончины Алексей Михайлович в письме к Никону всячески старался оправдаться, говоря, что и в мыслях не держал устранять Иосифа с патриаршества. Однако патриарх Иосиф не мог не ощущать, что он, по меньшей мере, неудобен царю и его окружению и слишком многие ожидают его ухода из жизни.

## Смерть и погребение
В конце жизни первосвятитель много болел. После встречи мощей святителя Иова патриарх Иосиф сильно заболел «лихорадкою, да трясла его ходячи по дням, а к Вербному воскресению и полегчело». Но начались новые проблемы со здоровьем, и он «на злую (мучительную) силу ездил на осляти» на праздник Входа Господня в Иерусалим, «вел государь осля Патриархово». Однако служить литургию патриарх не смог и повелел служить архиерею «Казанскому да властем». В понедельник и во вторник на Страстной седмице царь присылал справиться о его здоровье, причём во вторник патриарх Иосиф отпевал жену И. Г. Плещеева, «а отпевал <…> на злую силу, весь де черн в лице», — писал государь. В среду на Страстной седмице царь сам навестил патриарха в его покоях.
В Великий Четверток, 15 апреля, патриарха исповедовал его духовник. Предстоятель был уже в беспамятстве, он перестал говорить («лежит в забытии, неведомо какая болезнь та у него святителя была»). К нему собрались митрополит Казанский, архиепископ Вологодский, настоятели московских монастырей, прибыл царь. Патриарха причастили и пособоровали. Когда началась в конце дня служба в Успенском соборе, тогда во время пения «Вечере Твоей Тайне» патриарх Иосиф почил, «а в ту пору ударил в Царь-колокол трикраты». Царь Алексей Михайлович писал Никону, что москвичей тогда объял ужас, так как патриарх Иосиф покинул свою паству в самые святые дни Страстной седмицы и Пасхи Христовой. Чувствовались растерянность и сознание вины перед почившим. В Великую Пятницу ещё до Царских часов тело почившего патриарха было принесено в храм Ризоположения. Патриарх Иосиф был погребён в Великую Субботу в Успенском соборе в конце дня после литургии. Государь горько плакал на погребении Иосифа. Похоронили почившего первосвятителя, согласно его последней воле, рядом с первым Русским патриархом — Иовом, которого Иосиф очень почитал.
После кончины патриарха Иосифа осталась весьма крупная сумма денег: 15 тысяч рублей домовой патриаршей казны и 13 400 рублей личной келейной казны. Известно, что он всю жизнь мечтал о собственном монастыре «на помин души». Вероятно, собранные патриархом деньги предназначались на строительство ктиторской обители, где в случае сведения с патриаршества Иосиф надеялся в покое окончить свои дни. Поскольку Иосиф не оставил завещания, его казной распорядился царь, который почти все средства пожертвовал на поминовение почившего предстоятеля Русской Церкви.

## Киновоплощения
- Станислав Любшин в историческом сериале «Раскол», Россия, 2011 год.